# 松井明

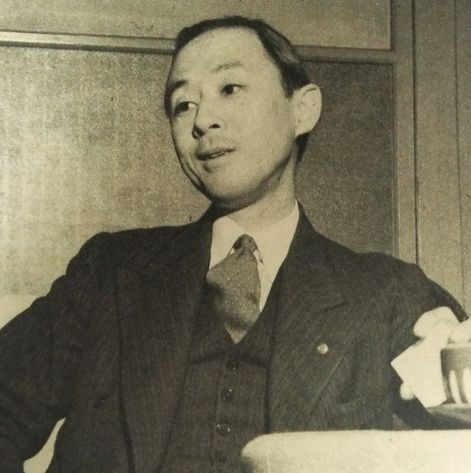
1953年

松井 明（まつい あきら 1908年（明治41年）1月6日 - 1994年（平成6年）4月29日）は日本の外交官。

## 生涯
外交官・男爵の松井慶四郎の長男として、慶四郎の赴任先パリで生まれる。暁星中学、旧制東京高校を経て、東京大学法学部卒業。
1931年（昭和6年）に外務省入省。内閣情報局情報官、調査局長などを歴任。1949年（昭和24年）7月 - 1953年（昭和28年）3月まで昭和天皇の通訳をつとめる。1951年（昭和26年）、吉田茂首相秘書官としてサンフランシスコ講和会議に随行。
1952年（昭和27年）1月11日、昭和天皇に国際事情について進講を行う。

1955年（昭和30年）駐フランス公使、1957年（昭和32年）駐セイロン大使を経て、1959年（昭和34年）駐スウェーデン大使兼アイスランド公使。谷崎潤一郎や川端康成ら日本人作家のノーベル文学賞受賞に向けて、積極的なロビー活動を行った。
1963年（昭和38年）7月から1967年（昭和42年）7月まで国連大使。1967年（昭和42年）7月から1970年（昭和45年）まで駐フランス大使。
1971年（昭和46年）から1976年（昭和51年）まで原子力委員会委員。1978年（昭和53年）日本原子力文化振興財団理事長に就任。1979年（昭和54年）勲一等瑞宝章受章。
姉に服飾デザイナーの田中千代がいる。妹の貞子は安川電機社長・安川寛（安川敬一郎孫）の妻。妻の以都子は東京貯蔵銀行頭取で愛国生命保険社長の原邦造（原六郎の娘婿）の三女。長女靖子は元駐米大使柳井俊二の妻。

## 「松井文書」
松井は、昭和天皇とダグラス・マッカーサーの会見5回（第7～11回、うち第7回は記録なし）、マシュー・リッジウェイとの会見7回の通訳をし、これらの会見に加えて関連する会見や天皇の発言を詳細に記録していた。
松井は1980年（昭和55年）に出版する意図をもってこれらの記録をまとめ、翌1981年（昭和56年）10月2日、侍従長入江相政にコピーを渡して出版したい旨を相談した。入江は10月22日付の日記で、自身の他、徳川義寛侍従次長や官長すべて反対の旨を伝えて出版を断念させた旨及び松井からコピーを侍従長の秘庫で預かることを依頼された旨を記している。
1989年（昭和64/平成元年）、昭和天皇崩御後に「松井文書」の概要をフランス語で出版した。1994年（平成5年）1月、産経新聞紙上に「文書」の一部を掲載。2002年（平成14年）8月5日に朝日新聞が「文書」の写しを入手し、概要を報道した。しかし、著作権上の制約から、全文公開には至っていない。